# Spielvereinigung Unterhaching 1998-1999
Questa voce raccoglie le informazioni riguardanti il Spielvereinigung Unterhaching nelle competizioni ufficiali della stagione 1998-1999.

## Stagione
Nella stagione 1998-1999 l'Unterhaching, allenato da Lorenz-Günther Köstner, concluse il campionato di 2. Bundesliga al 2º posto e fu promosso in Bundesliga. In Coppa di Germania l'Unterhaching fu eliminato al secondo turno dall'Amburgo.

## Rosa
| N. |                     | Ruolo | Calciatore          |
| -- | ------------------- | ----- | ------------------- |
| 1  | Germania (bandiera) | P     | Jürgen Wittmann     |
| 2  | Germania (bandiera) | D     | Alexander Strehmel  |
| 3  | Germania (bandiera) | D     | Carsten Keuler      |
| 4  | Germania (bandiera) | D     | Ralf Bucher         |
| 5  | Germania (bandiera) | C     | Matthias Zimmermann |
| 6  | Germania (bandiera) | D     | Jörg Bergen         |
| 7  | Germania (bandiera) | C     | Dirk Hofmann        |
| 8  | Germania (bandiera) | C     | Peter Zeiler        |
| 9  | Albania (bandiera)  | A     | Altin Rraklli       |
| 10 | Germania (bandiera) | C     | Markus Oberleitner  |
| 11 | Germania (bandiera) | C     | Jochen Seitz        |
| 12 | Germania (bandiera) | C     | Matthias Lust       |
| 13 | Germania (bandiera) | A     | Mark Zimmermann     |

| N. |                     | Ruolo | Calciatore         |
| -- | ------------------- | ----- | ------------------ |
| 14 | Spagna (bandiera)   | A     | Alfonso García     |
| 15 | Germania (bandiera) | D     | Arne Tammen        |
| 16 | Germania (bandiera) | C     | Andreas Hartig     |
| 17 | Germania (bandiera) | D     | Jan Seifert        |
| 18 | Marocco (bandiera)  | A     | Abdelaziz Ahanfouf |
| 19 | Germania (bandiera) | C     | Michael Spies      |
| 20 | Germania (bandiera) | C     | Sascha Lense       |
| 21 | Germania (bandiera) | D     | Björn Hertl        |
| 22 | Germania (bandiera) | P     | Udo Mai            |
| 23 | Germania (bandiera) | D     | Ulrich Pflug       |
| 24 | Croazia (bandiera)  | D     | Ivica Vladimir     |
| 25 | Germania (bandiera) | D     | Stefan Frühbeis    |
| 27 | Germania (bandiera) | P     | Peter Sirch        |

## Organigramma societario
Area tecnica
- Allenatore: Lorenz-Günther Köstner
- Allenatore in seconda: Harry Deutinger
- Preparatore dei portieri:
- Preparatori atletici:

## Calciomercato

### Sessione estiva
| Acquisti | Acquisti        | Acquisti        | Acquisti |
| R.       | Nome            | da              | Modalità |
| -------- | --------------- | --------------- | -------- |
| C        | Sascha Lense    | Zwickau         |          |
| D        | Jan Seifert     | Zwickau         |          |
| C        | Michael Spies   | Wolfsburg       |          |
| A        | Mark Zimmermann | Carl Zeiss Jena |          |

| Cessioni | Cessioni         | Cessioni   | Cessioni |
| R.       | Nome             | a          | Modalità |
| -------- | ---------------- | ---------- | -------- |
| C        | Reto Buchner     | Ismaning   |          |
| A        | Skerdilaid Curri | Starnberg  |          |
| C        | Thomas Radlspeck | Friburgo   |          |
| C        | Stephan Täuber   | Norimberga |          |

### Sessione invernale
| Acquisti | Acquisti | Acquisti | Acquisti |
| R.       | Nome     | da       | Modalità |
| -------- | -------- | -------- | -------- |

| Cessioni | Cessioni | Cessioni | Cessioni |
| R.       | Nome     | a        | Modalità |
| -------- | -------- | -------- | -------- |

## Risultati

### 2. Bundesliga

#### Girone di andata
| Arbitro: | Keßler |

|  |           |                       |
|  | Marcatori | 63’ Peeters 90’ Reina |

| Arbitro: | Meyer |

|  |           |                |
|  | Marcatori | 4’ Oberleitner |

| Arbitro: | Hilmes |

|               |           |             |
| Elberfeld 56’ | Marcatori | 17’ Seifert |

| Arbitro: | Scheppe |

|                                |           |           |
| García 25’ Zimmermann 62’, 83’ | Marcatori | 17’ Kreuz |

| Arbitro: | Margenberg |

|                                  |           |             |
| Unsöld 37’ Bódog 40’ Trkulja 55’ | Marcatori | 80’ Seifert |

| Arbitro: | Gettke |

|             |           |  |
| Rraklli 68’ | Marcatori |  |

| Arbitro: | Wack |

|             |           |            |
| Trulsen 90’ | Marcatori | 33’ García |

| Arbitro: | Kinhöfer |

|                    |           |  |
| Rraklli 70’ (rig.) | Marcatori |  |

| Arbitro: | Schütz |

|  |           |                                           |
|  | Marcatori | 31’ (rig.) Rraklli 50’ (aut.) Scheinhardt |

| Arbitro: | Ortola-Knopp |

|                                   |           |  |
| Zeiler 36’ Seitz 60’ Ahanfouf 74’ | Marcatori |  |

| Arbitro: | Anklam |

|                 |           |                                 |
| Tare 69’ (rig.) | Marcatori | 9’ Rraklli 13’ Zeiler 70’ Seitz |

| Arbitro: | Gagelmann |

|                   |           |  |
| Ahanfouf 68’, 90’ | Marcatori |  |

| Arbitro: | Werthmann |

|             |           |  |
| Winkler 71’ | Marcatori |  |

| Arbitro: | Haupt |

|                                  |           |            |
| Lust 6’ Rraklli 45’ Ahanfouf 90’ | Marcatori | 33’ Copado |

| Fürth; 22 novembre 1998, ore 14:15 CET 15ª giornata | Greuther Fürth | 0 – 0 referto | Unterhaching | Playmobil-Stadion (7 400 spett.)\| Arbitro: \| Friedrichs \| |
| Arbitro:                                            | Friedrichs     |               |              |                                                              |

| Arbitro: | Wezel |

|             |           |  |
| Rraklli 82’ | Marcatori |  |

| Arbitro: | Weiner |

|            |           |  |
| Molata 54’ | Marcatori |  |

#### Girone di ritorno
| Arbitro: | Heynemann |

|                   |           |  |
| Labbadia 47’, 72’ | Marcatori |  |

| Arbitro: | Hauer |

|                          |           |  |
| Rraklli 23’ Strehmel 55’ | Marcatori |  |

| Arbitro: | Schmidt |

|                      |           |  |
| Seifert 13’ Lust 75’ | Marcatori |  |

| Arbitro: | Kammerer |

|  |           |           |
|  | Marcatori | 72’ Seitz |

| Arbitro: | Meyer |

|                       |           |  |
| Seifert 53’ Seitz 83’ | Marcatori |  |

| Arbitro: | Scheppe |

|             |           |  |
| Machado 85’ | Marcatori |  |

| Arbitro: | Werthmann |

|                            |           |                |
| Seifert 37’ Zimmermann 90’ | Marcatori | 89’ Stevanović |

| Arbitro: | Blumenstein |

|                                     |           |                     |
| Bittencourt 43’, 52’, 58’ Labak 84’ | Marcatori | 30’, 63’ Zimmermann |

| Unterhaching 18 aprile 1999, ore 15:00 CEST 26ª giornata | Unterhaching | 0 – 0 referto | RW Oberhausen | Stadion am Sportpark (3 000 spett.)\| Arbitro: \| Weiner \| |
| Arbitro:                                                 | Weiner       |               |               |                                                             |

| Arbitro: | Lange |

|  |           |                            |
|  | Marcatori | 83’ Hertl 87’ (aut.) Bobel |

| Arbitro: | Kemmling |

|                 |           |  |
| Oberleitner 60’ | Marcatori |  |

| Arbitro: | Schößling |

|                                           |           |  |
| de Haar 14’ Spizak 69’ Scherbe 88’ (rig.) | Marcatori |  |

| Arbitro: | Gettke |

|                         |           |  |
| Lust 17’ Zimmermann 84’ | Marcatori |  |

| Arbitro: | Hauer |

|                     |           |              |
| Strehmel 22’ (aut.) | Marcatori | 85’ Strehmel |

| Arbitro: | Krug |

|                                              |           |                 |
| Lust 6’ Rraklli 29’ Seitz 59’ Zimmermann 66’ | Marcatori | 79’ Felgenhauer |

| Arbitro: | Wendorf |

|                                                          |           |                                     |
| Katriniok 19’ Bergen 39’ (aut.) Dikhtiar 59’, 77’ (rig.) | Marcatori | 42’ (rig.) Oberleitner 72’ Ahanfouf |

| Arbitro: | Strampe |

|             |           |              |
| Rraklli 79’ | Marcatori | 1’ Guié-Mien |

### Coppa di Germania
| Arbitro: | Kircher |

|  |           |             |
|  | Marcatori | 63’ Rraklli |

| Arbitro: | Dardenne |

|                                                             |           |  |
| Kir'jakov 23’ Yeboah 52’ Hollerbach 73’ Strehmel 88’ (aut.) | Marcatori |  |

## Statistiche

### Statistiche di squadra
| Competizione      | Punti | In casa | In casa | In casa | In casa | In casa | In casa | In trasferta | In trasferta | In trasferta | In trasferta | In trasferta | In trasferta | Totale | Totale | Totale | Totale | Totale | Totale | DR  |
| Competizione      | Punti | G       | V       | N       | P       | Gf      | Gs      | G            | V            | N            | P            | Gf           | Gs           | G      | V      | N      | P      | Gf     | Gs     | DR  |
| ----------------- | ----- | ------- | ------- | ------- | ------- | ------- | ------- | ------------ | ------------ | ------------ | ------------ | ------------ | ------------ | ------ | ------ | ------ | ------ | ------ | ------ | --- |
| 2. Bundesliga     | 63    | 17      | 14      | 2       | 1       | 30      | 7       | 17           | 5            | 4            | 8            | 17           | 23           | 34     | 19     | 6      | 9      | 47     | 30     | +17 |
| Coppa di Germania | -     | 0       | 0       | 0       | 0       | 0       | 0       | 2            | 1            | 0            | 1            | 1            | 4            | 2      | 1      | 0      | 1      | 1      | 4      | -3  |
| Totale            | 63    | 17      | 14      | 2       | 1       | 30      | 7       | 19           | 6            | 4            | 9            | 18           | 27           | 36     | 20     | 6      | 10     | 48     | 34     | +14 |

### Andamento in campionato
| Giornata  | 1  | 2  | 3 | 4 | 5  | 6 | 7 | 8 | 9 | 10 | 11 | 12 | 13 | 14 | 15 | 16 | 17 | 18 | 19 | 20 | 21 | 22 | 23 | 24 | 25 | 26 | 27 | 28 | 29 | 30 | 31 | 32 | 33 | 34 |
| --------- | -- | -- | - | - | -- | - | - | - | - | -- | -- | -- | -- | -- | -- | -- | -- | -- | -- | -- | -- | -- | -- | -- | -- | -- | -- | -- | -- | -- | -- | -- | -- | -- |
| Luogo     | C  | T  | T | C | T  | C | T | C | T | C  | T  | C  | T  | C  | T  | C  | T  | T  | C  | C  | T  | C  | T  | C  | T  | C  | T  | C  | T  | C  | T  | C  | T  | C  |
| Risultato | P  | V  | N | V | P  | V | N | V | V | V  | V  | V  | P  | V  | N  | V  | P  | P  | V  | V  | V  | V  | P  | V  | P  | N  | V  | V  | P  | V  | N  | V  | P  | N  |
| Posizione | 15 | 12 | 9 | 6 | 10 | 8 | 7 | 6 | 5 | 4  | 3  | 1  | 2  | 1  | 2  | 2  | 2  | 4  | 3  | 2  | 1  | 1  | 2  | 1  | 1  | 2  | 2  | 1  | 1  | 1  | 2  | 1  | 2  | 2  |

Legenda:

Luogo: C = Casa; T = Trasferta. Risultato: V = Vittoria; N = Pareggio; P = Sconfitta.

### Statistiche dei giocatori
!! colspan="4" | Totale

| Giocatore      | 2. Bundesliga | 2. Bundesliga | 2. Bundesliga | 2. Bundesliga | Coppa di Germania A. Ahanfouf | Coppa di Germania A. Ahanfouf | Coppa di Germania A. Ahanfouf | Coppa di Germania A. Ahanfouf | 29       | 5    | 3           | 0          | 1 | 0 | 0 | 0 | 30 | 5 | 3 | 0 |
| Giocatore      | Presenze      | Reti          | Ammonizioni   | Espulsioni    | Presenze                      | Reti                          | Ammonizioni                   | Espulsioni                    | Presenze | Reti | Ammonizioni | Espulsioni |   |   |   |   |    |   |   |   |
| J. Bergen      | 25            | 0             | 2             | 0             | 1                             | 0                             | 0                             | 0                             | 26       | 0    | 2           | 0          |   |   |   |   |    |   |   |   |
| R. Bucher      | 29            | 0             | 2             | 0             | 2                             | 0                             | 0                             | 0                             | 31       | 0    | 2           | 0          |   |   |   |   |    |   |   |   |
| S. Frühbeis    | 0             | 0             | 0             | 0             | 0                             | 0                             | 0                             | 0                             | 0        | 0    | 0           | 0          |   |   |   |   |    |   |   |   |
| A. García      | 23            | 2             | 4             | 0             | 2                             | 0                             | 0                             | 0                             | 25       | 2    | 4           | 0          |   |   |   |   |    |   |   |   |
| A. Hartig      | 12            | 0             | 0             | 0             | 0                             | 0                             | 0                             | 0                             | 12       | 0    | 0           | 0          |   |   |   |   |    |   |   |   |
| B. Hertl       | 20            | 1             | 3             | 0             | 1                             | 0                             | 0                             | 0                             | 21       | 1    | 3           | 0          |   |   |   |   |    |   |   |   |
| D. Hofmann     | 8             | 0             | 0             | 0             | 0                             | 0                             | 0                             | 0                             | 8        | 0    | 0           | 0          |   |   |   |   |    |   |   |   |
| C. Keuler      | 0             | 0             | 0             | 0             | 0                             | 0                             | 0                             | 0                             | 0        | 0    | 0           | 0          |   |   |   |   |    |   |   |   |
| S. Lense       | 6             | 0             | 0             | 0             | 1                             | 0                             | 0                             | 0                             | 7        | 0    | 0           | 0          |   |   |   |   |    |   |   |   |
| M. Lust        | 34            | 4             | 3             | 0             | 2                             | 0                             | 0                             | 0                             | 36       | 4    | 3           | 0          |   |   |   |   |    |   |   |   |
| U. Mai         | 1             | 0             | 0             | 0             | 0                             | 0                             | 0                             | 0                             | 1        | 0    | 0           | 0          |   |   |   |   |    |   |   |   |
| M. Oberleitner | 33            | 3             | 6             | 0             | 2                             | 0                             | 1                             | 0                             | 35       | 3    | 7           | 0          |   |   |   |   |    |   |   |   |
| U. Pflug       | 1             | 0             | 0             | 0             | 0                             | 0                             | 0                             | 0                             | 1        | 0    | 0           | 0          |   |   |   |   |    |   |   |   |
| A. Rraklli     | 33            | 9             | 5             | 0             | 2                             | 1                             | 0                             | 0                             | 35       | 10   | 5           | 0          |   |   |   |   |    |   |   |   |
| J. Seifert     | 21            | 5             | 0             | 0             | 2                             | 0                             | 1                             | 0                             | 23       | 5    | 1           | 0          |   |   |   |   |    |   |   |   |
| J. Seitz       | 31            | 5             | 2             | 0             | 2                             | 0                             | 0                             | 1                             | 33       | 5    | 2           | 1          |   |   |   |   |    |   |   |   |
| P. Sirch       | 0             | 0             | 0             | 0             | 0                             | 0                             | 0                             | 0                             | 0        | 0    | 0           | 0          |   |   |   |   |    |   |   |   |
| M. Spies       | 4             | 0             | 0             | 0             | 2                             | 0                             | 0                             | 0                             | 6        | 0    | 0           | 0          |   |   |   |   |    |   |   |   |
| A. Strehmel    | 33            | 2             | 4             | 0             | 2                             | 0                             | 1                             | 0                             | 35       | 2    | 5           | 0          |   |   |   |   |    |   |   |   |
| A. Tammen      | 14            | 0             | 1             | 0             | 0                             | 0                             | 0                             | 0                             | 14       | 0    | 1           | 0          |   |   |   |   |    |   |   |   |
| I. Vladimir    | 17            | 0             | 0             | 0             | 0                             | 0                             | 0                             | 0                             | 17       | 0    | 0           | 0          |   |   |   |   |    |   |   |   |
| J. Wittmann    | 33            | 0             | 1             | 0             | 2                             | 0                             | 0                             | 0                             | 35       | 0    | 1           | 0          |   |   |   |   |    |   |   |   |
| P. Zeiler      | 28            | 2             | 4             | 0             | 2                             | 0                             | 1                             | 0                             | 30       | 2    | 5           | 0          |   |   |   |   |    |   |   |   |
| M. Zimmermann  | 11            | 2             | 1             | 0             | 0                             | 0                             | 0                             | 0                             | 11       | 2    | 1           | 0          |   |   |   |   |    |   |   |   |
| M. Zimmermann  | 28            | 5             | 3             | 0             | 1                             | 0                             | 0                             | 0                             | 29       | 5    | 3           | 0          |   |   |   |   |    |   |   |   |